# Харта
Харта (њем. Hartha) град је у њемачкој савезној држави Саксонија. Једно је од 61 општинског средишта округа Средња Саксонија. Према процјени из 2010. у граду је живјело 8.025 становника. Посједује регионалну шифру (AGS) 14522250.

## Географски и демографски подаци
Харта се налази у савезној држави Саксонија у округу Средња Саксонија. Град се налази на надморској висини од 326 метара. Површина општине износи 54,4 km². У самом граду је, према процјени из 2010. године, живјело 8.025 становника. Просјечна густина становништва износи 148 становника/km².

## Међународна сарадња
| Мјесто | Држава    | Врста сарадње | Од    |
| ------ | --------- | ------------- | ----- |
|        | Француска | пријатељство  | 2000. |
| Извор  |           |               |       |

## Партнерски градови
- Френденберг